# Austra
Austra est un groupe canadien de musique électronique, originaire de Toronto, en Ontario. Animé par Katie Stelmanis, le style musical du groupe est un mélange d'electropop et de musique psychélique. Austra se voit comme un groupe de « pop électronico-dramatique ».

## Histoire
« Austra » est la déesse de la lumière dans la mythologie lituanienne et le second prénom de Katie Stelmanis.
Lorsqu'elle a une dizaine d'années, la chanteuse du groupe, Katie Stelmanis, fille d’un père italien et d’une mère moitié lettonne, moitié anglaise, suit des cours de piano et s'inscrit au Chœur d'Enfants de l'Opéra canadien, surprenant ses parents fans de Frank Zappa et de Bob Dylan par cette passion pour la musique classique. 
Elle ne commence à s'intéresser à la musique rock que vers l'âge de 18 ans. Inspirée par Radiohead, Björk, Nine Inch Nails… Katie Stelmanis compose ses propres chansons en MIDI : elle se lance dans ses compositions à la faveur de son coming out. Se proclamant « lesbienne dans une bande gay », elle indique faire de la « queer music. Comme Gossip, Hercules and Love Affair, The xx ou Tegan and Sara ». En groupe ou en solo, elle se fraye son chemin dans le punk rock,  puis dans le gospel mâtiné de folk rock, avant de se lancer dans l'electropop. Son premier album, Feel It Break, est salué par la critique. Le Toronto Star, mais aussi le magazine New York, le classent dans les bonnes surprises de l'année 2011,. Pour jouer en concert, elle réunit autour d'elle une équipe.
Olympia, nouvel album paru en 2013, « tout en tension et en variations », s'ouvre à des sons plus diversifiés. Il est enregistré sur de « vrais instruments » et est un travail collectif, avec toujours la voix de Katie Stelmanis comme fil conducteur. L'album se veut donc plus « organique » et la qualité sonore d'Olympia est attribuée à un nouveau mode d'enregistrement, comme l'explique Katie Stelmanis: « Pour cet album, nous voulions nous assurer que le moindre son serait réellement joué. Maya s’est occupée de toutes les parties rythmiques. Comme nous voulions perfectionner le son, au lieu de superposer une trentaine de couches, nous n’avons pris qu’un seul instrument au son très bon. » Le titre de l'album, Olympia, vient du prénom du bébé du couple qui tenait le studio d'enregistrement.
Le quatrième album parait le 1er mai 2020.

### Articles de journaux
- Christian Losson, « Les Femmes s’en mêlent: on fait le tri », Libération,‎ 23 mars 2011 (lire en ligne).
- (en) Levack Chandler, « Austra », Voillage Voice,‎ 11 mai 2011 (lire en ligne).
- (en) Kevin Ritchie, « Austra », Now (hebdo. gratuit de Toronto),‎ 19 mai 2011 (lire en ligne).
- Adeline Journet, « Katie Stelmanis alias Austra: "Devenir une icône gay? Pourquoi pas" », L'Express,‎ 25 août 2011 (lire en ligne).
- (en) « Arcade Fire win 2011 Polaris Music Prize », NME,‎ 20 septembre 2011 (lire en ligne).
- (en) Nitsuh Abebe, « The Year in Pop », New York (magazine),‎ 4 décembre 2011 (lire en ligne).
- (en) Ben Rayner, « Rayner: Albums that really rocked in 2011 », Toronto Star,‎ 28 décembre 2011 (lire en ligne).
- Elvire von Bardeleben, « L'électro-choc d'Austra », Magazine Next - supplément au journal Libération,‎ 8 juin 2013, p. 70-73.